# Isabellah Andersson
Isabellah Moraa Andersson (Bosiango, 12 novembre 1980) è un'ex maratoneta keniota naturalizzata svedese, vincitrice della medaglia di bronzo ai Campionati europei di Barcellona 2010 nella maratona.

## Palmarès
| Anno | Manifestazione | Sede       | Evento   | Risultato | Prestazione | Note |
| ---- | -------------- | ---------- | -------- | --------- | ----------- | ---- |
| 2010 | Europei        | Barcellona | Maratona | Bronzo    | 2h34'43"    |      |
| 2011 | Mondiali       | Taegu      | Maratona | 7ª        | 2h30'13"    |      |

## Campionati nazionali
2008
- Oro ai campionati svedesi, 10000 m piani - 34'45"46

2009
- Oro ai campionati svedesi, 5000 m piani - 15'45"08
- Oro ai campionati svedesi, 10000 m piani - 33'32"72

2010
- Oro ai campionati svedesi, 5000 m piani - 16'05"80
- Oro ai campionati svedesi, 10000 m piani - 33'46"35

2012
- Oro ai campionati svedesi, 5000 m piani - 16'25"14
- Oro ai campionati svedesi, 10000 m piani - 33'16"67

2013
- Argento ai campionati svedesi, 5000 m piani - 16'17"89
- Oro ai campionati svedesi, 10000 m piani - 33'22"95

2015
- Oro ai campionati svedesi, 10000 m piani - 34'54"59
- Oro ai campionati svedesi di mezza maratona - 1h11'56"
- Oro ai campionati svedesi di corsa su strada, 10 km - 32'34"

## Altre competizioni internazionali
2006
- Oro alla Mezza maratona di Malmö ( Malmö) - 1h19'46"

2007
- Oro alla Mezza maratona di Stoccolma ( Stoccolma) - 1h14'51"
- 8ª alla Mezza maratona di Göteborg ( Göteborg) - 1h17'39"
- Oro alla Midnattsloppet ( Stoccolma) - 34'26"
- Oro alla Tjejmilen 10 ( Stoccolma) - 34'50"

2008
- Oro alla Maratona di Stoccolma ( Stoccolma) - 2h34'14"
- Argento alla Mezza maratona di Göteborg ( Göteborg) - 1h11'06"
- Bronzo alla Mezza maratona di Berlino ( Berlino) - 1h11'24"
- 7ª alla Tjejmilen 10 ( Stoccolma) - 36'06"

2009
- Oro alla Maratona di Stoccolma ( Stoccolma) - 2h33'52"
- Oro alla Mezza maratona di Stoccolma ( Stoccolma) - 1h11'35"
- Argento alla Mezza maratona di Göteborg ( Göteborg) - 1h14'22"
- Oro alla Midnattsloppet ( Stoccolma) - 33'35"
- Oro alla Tjejmilen 10 ( Stoccolma) - 33'49"

2010
- 4ª alla Maratona di Francoforte ( Francoforte sul Meno) - 2h25'10"
- Oro alla Maratona di Stoccolma ( Stoccolma) - 2h31'35"
- 5ª alla Maratona di Dubai ( Dubai) - 2h26'52"
- Oro alla Mezza maratona di Venlo ( Venlo) - 1h10'02"
- Oro alla Mezza maratona di Stoccolma ( Stoccolma) - 1h11'52"
- Argento alla Mezza maratona di Göteborg ( Göteborg) - 1h13'29"
- Oro alla Tjejmilen 10 ( Stoccolma) - 33'38"

2011
- 8ª alla Maratona di New York ( New York) - 2h28'29"
- Oro alla Maratona di Stoccolma ( Stoccolma) - 2h37'28"
- Bronzo alla Maratona di Dubai ( Dubai) - 2h23'41"
- Oro alla Mezza maratona di Stoccolma ( Stoccolma) - 1h11'07"
- 8ª alla Mezza maratona di Göteborg ( Göteborg) - 1h14'16"

2012
- 14ª alla Maratona di Londra ( Londra) - 2h29'57"
- 10ª alla Maratona di Dubai ( Dubai) - 2h25'41"
- 5ª alla Mezza maratona di Göteborg ( Göteborg) - 1h10'30"
- Oro alla Mezza maratona di Stoccolma ( Stoccolma) - 1h14'48"
- Argento alla Tjejmilen 10 ( Stoccolma) - 34'18"

2013
- Oro alla Maratona di Stoccolma ( Stoccolma) - 2h33'49"
- 7ª alla Maratona di Dubai ( Dubai) - 2h26'05"
- Argento alla Mezza maratona di Venlo ( Venlo) - 1h10'55"
- Oro alla Mezza maratona di Stoccolma ( Stoccolma) - 1h11'31"
- Oro alla Mezza maratona di Kalmar ( Kalmar) - 1h13'34"
- 5ª alla Mezza maratona di Göteborg ( Göteborg) - 1h15'17"
- Oro alla Tjejmilen 10 ( Stoccolma) - 33'42"

2014
- Oro alla Maratona di Stoccolma ( Stoccolma) - 2h32'28"
- 5ª alla Mezza maratona di Stoccolma ( Stoccolma) - 1h18'03"
- 10ª alla Tjejmilen 10 ( Stoccolma) - 37'14"

2015
- Oro alla Maratona di Stoccolma ( Stoccolma) - 2h34'14"
- Bronzo alla Mezza maratona di Berlino ( Berlino) - 1h11'31"
- Oro alla Mezza maratona di Stoccolma ( Stoccolma) - 1h17'20"
- Bronzo alla Tjejmilen 10 ( Stoccolma) - 35'24"

2016
- 9ª alla Maratona di Tokyo ( Tokyo) - 2h30'02"
- Argento alla Maratona di Stoccolma ( Stoccolma) - 2h35'47"
- Argento alla Mezza maratona di Barcellona ( Barcellona) - 1h10'50"
- 9° alla Mezza maratona di Göteborg ( Göteborg) - 1h16'21"

2018
- 4ª alla Maratona di Stoccolma ( Stoccolma) - 2h44'59"
- 6ª alla Maratona di Amburgo ( Amburgo) - 2h34'52"
- 10ª alla Mezza maratona di Göteborg ( Göteborg) - 1h16'11"